# Mallika Sarabhai

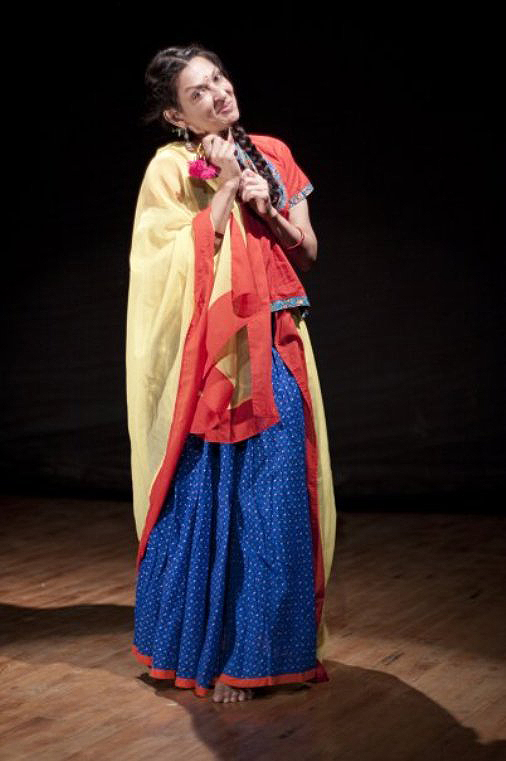

Mallika Sarabhai ist eine klassische indische Tänzerin, Schauspielerin und Aktivistin aus Ahmedabad, Gujarat, Indien. Sarabhai ist die Tochter der klassischen Tänzerin Mrinalini Sarabhai und des Raumfahrtwissenschaftlers Vikram Sarabhai. Sie ist eine versierte Kuchipudi- und Bharatanatyam-Tänzerin und -Darstellerin, die sich darauf spezialisiert hat, die Künste für den sozialen Wandel und die Transformation einzusetzen.

## Frühes Leben
Mallika Sarabhai wurde als Tochter von Vikram Sarabhai und Mrinalini Sarabhai in Ahmedabad, Gujarat, Indien, geboren. Sie schloss 1974 ihr MBA-Studium am IIM Ahmedabad ab und promovierte 1976 an der Gujarat University in Organisationsverhalten. Sie ist eine bekannte Choreografin und Tänzerin und hat auch in einigen Hindi-, Malayalam-, Gujarati- und internationalen Filmen mitgewirkt.

## Karriere
Sie begann in jungen Jahren zu tanzen und startete ihre Filmkarriere im Parallelkino, als sie 15 Jahre alt war. Mallika spielte die Rolle der Draupadi in Peter Brooks Stück The Mahabharata. Mallika hat in ihrer langen Karriere viele Auszeichnungen erhalten, darunter den Golden Star Award, den sie 1977 als beste Tanzsolistin im Theatre De Champs Elysees in Paris gewann. Sarabhai ist nicht nur Tänzerin, sondern auch eine soziale Aktivistin. Sie leitet die Darpana Academy of Performing Arts in Ahmedabad, ein Zentrum für Kunst und für den Einsatz von Kunst als Sprache zur Verhaltensänderung.

## Politik
Am 19. März 2009 kündigte Mallika Sarabhai ihre Kandidatur gegen den Premierministerkandidaten der Bharatiya Janata Party, L. K. Advani, für den Lok-Sabha-Sitz in Gandhinagar als unabhängige Kandidatin bei den Parlamentswahlen 2009 an. Sie hatte mehrere Angebote des Kongresses, bei den Wahlen anzutreten, das erste 1984 von Rajiv Gandhi, trat aber keiner politischen Partei bei, da sie der Meinung war, dass alle Parteien korrupt sind. Sie verlor schließlich mit großem Rückstand gegen L. K. Advani und büßte dabei ihre Wahlkampfkasse ein.
Sie protestierte während der Sadbhavna-Mission im September 2011 gegen den Chief Minister von Gujarat, Narendra Modi. Sie beschuldigte Narendra Modi, die von ihr beim Obersten Gericht eingereichte Petition zu den Gewalttaten in Gujarat im Jahr 2002 zunichtegemacht zu haben. Am 8. Januar 2014 trat sie der Aam Aadmi Party bei.

## Privates
Mallika lernte Bipin Shah im Jahr 1982 kennen und heiratete ihn. Sie haben zwei Kinder, einen Sohn, Revanta, und eine Tochter, Anahita. Sie ließen sich 1989 scheiden. Der Verlust ihrer Mutter, der klassischen Tänzerin Mrinalini Sarabhai, im Jahr 2016 hinterließ bei ihr eine tiefe Trauer; Yoga, Tanz, Transzendentale Meditation (TM) und Gewaltfreie Kommunikation (NVC) waren einige der Wege, die sie beschritten hat.
Sie ist die Cousine der indischen Politikerin und Mitglied der Kommunistischen Partei Indiens (Marxisten) Subhashini Ali, Tochter der Schwester ihrer Mutter, Kapitän Lakshmi Sehgal (geborene Dr. Lakshmi Swaminathan) und Oberst Prem Sehgal. Ihr Bruder ist der Umwelterzieher und Direktor des Zentrums für Umwelterziehung (CEE) Kartikeya Sarabhai.